# Émilie Ménard
Pour les articles homonymes, voir Ménard.
Émilie Ménard, née le 30 septembre 1981 à Angers, est une basketteuse en fauteuil roulant française évoluant depuis septembre 2005 au Toulouse Iron Club.

## Carrière internationale
En tant que membre de l'équipe nationale de handibasket, Émilie Ménard a participé aux compétitions suivantes :
- 2003 : Championnat d'Europe, 4e
- 2005 : Championnat d'Europe, 3e
- 2006 : Championnat du Monde, 8e
- 2007 : Championnat d'Europe, 5e
- 2009 : Championnat d'Europe, 4e
- 2011 : Championnat d'Europe, 4e
- 2012 : France aux Jeux paralympiques d'été de 2012 10e
- 2013 en basket-ball  : championnat d'Europe 4e
- 2014 en basket-ball : championnat du monde 8e
- 2015 en basket-ball : championnat d'Europe 4e
- 2016 en basket-ball : Jeux paralympiques de Rio